# Лысогорка (Летичевский район)
Лысогорка (укр. Лисогірка) — село в Летичевском районе Хмельницкой области Украины.
Население по переписи 2001 года составляло 1087 человек. Почтовый индекс — 31534. Телефонный код — 3857. Занимает площадь 2,855 км². Код КОАТУУ — 6823085803.

## Местный совет
31532, Хмельницкая обл., Летичевский р-н, с. Требуховцы, ул. Ленина, 1